# Атаев, Амангельды Атаевич
Амангельды Атаевич Атаев (туркм. Amangeldi Ataýewiç Ataýew) — туркменский государственный деятель.

## Дата и место рождения
сведений нет

## Образование и специальность
Образование высшее.

## Карьера
30.04.1997 — 17.07.1998 — министр промышленности строительных материалов Туркменистана.
17.07.1998 — 03.03.2000 — хяким Марыйского велаята.
03.03.2000 — 02.10.2001 — министр энергетики и промышленности Туркменистана.
03.03.2000 — 02.10.2001 — заместитель Председателя Кабинета министров Туркменистана.
02.10.2001 — 01.04.2002 — хяким Марыйского велаята.
01.04.2002 — уволен за недостатки в работе. Арестован.

## После отставки
Осужден за получение взятки в сумме 100 тысяч долларов США от бывшего директора Байрамалийского маслоэкспеллерного завода, приговорен к 10 годам тюремного заключения. Самармурат Ниязов лично заменил это наказание на исправительные работы электриком в п. Бекдаш.
В середине 2016 года по приговору суда проживал в г. Гарабогаз (бывш. Бекдаш) Балканского велаята, работал электриком.

## Варианты транскрипции имени
- Имя: Амангелди